# غيلان دوز
غيلان دوز هي قرية في مقاطعة كوثر، إيران. عدد سكان هذه القرية هو 168 في سنة 2006.